# Alina Komașciuk
Alina Ivanivna Komașciuk (în ucraineană Аліна Іванівна Комащук; n. 24 aprilie 1993, Netișîn) este o scrimeră ucraineană specializată pe sabie. În sezonul 2012-2013 a fost campioana mondială la juniori, apoi a urcat pe primul podium său la o etapă de Cupa Mondială de seniori, cucerind medalia de bronz la Chicago. În același an s-a alăturat echipei naționale a Ucrainei, cu care a fost vicecampioană europeană și campioana mondială. În 2015 a câștigat medalia de aur pe echipe la ediția inaugurală a Jocurilor Europene.

## Palmares
Clasamentul la Cupa Mondială
| An  | 2009 | 2010 | 2011 | 2012 | 2013 | 2014 | 2015 |
| --- | ---- | ---- | ---- | ---- | ---- | ---- | ---- |
| Loc | 252  | _    | 109  | 91   | 23   | 110  | 34   |

## Legături externe
- en  Profil Arhivat în 6 mai 2016, la Wayback Machine. la Confederația Europeană de Scrimă